# Харилаос Ньотис
Харилаос Ньотис (на гръцки: Χαρίλαος Νιώτης) е гръцки лекар, деец на Сръбската и Гръцката пропаганда в Македония.

## Биография
Роден е в Скопие, Османската империя. Преподава хигиена и е лекар на Призренската семинария от септември 1904 до декември 1905 година. Ньотис е виден деец на гръцката общност в Скопие, активист на силогоса „Косифопедиу“.